# Allomyidae
Famille
Les Allomyidae forment une famille de rongeurs fossiles.

## Liste des genres
Selon Paleobiology Database (13 avril 2015) :
- Allomys
- Alwoodia
- Campestrallomys
- Downsimus
- Haplomys
- Oropyctis
- Parallomys
- Pelycomys
- Plesispermophilus
- Rudiomys
- Spurimus